# Pornographie queer
La pornographie queer est la représentation de rapports sexuels entre personnes de différentes identités de genres et d'orientations sexuelles, avec le principal objectif de susciter l'excitation sexuelle des spectateurs. 
Outre la simple excitation, les travaux de porno queer ont le souci de représenter authentiquement, et de respecter, les orientations sexuelles, identités de genre et désirs des artistes interprètes. 
Il diffère de la pornographie hétérosexuelle, de la pornographie gay ou de la pornographie lesbienne, car la pornographie queer constituera souvent une sorte de partenariat entre les artistes interprètes qui s'étend au-delà des catégories traditionnelles pornographiques. Par exemple, un DVD peut contenir une scène représentant une lesbienne transgenre avec une femme cisgenre qui s'identifie queer, tandis que la scène suivante peut présenter deux hommes transgenres qui s'identifient queer.

## Industrie

### Productions
- Dirty Diaries
- Pink and White Productions
- Real Queer Productions
- Trouble Films

### Artistes
- April Flores
- Buck Angel
- Courtney Trouble
- Dylan Ryan
- Erika Lust
- Jiz Lee
- Madison Young
- Mia Engberg
- Petra Joy
- Shine Louise Houston
- Tristan Taormino
- Viktor Belmont